# Giorgio/Giorgia - Storia di una voce
Giorgio/Giorgia - Storia di una voce è un film documentario del 2008 diretto da Gianfranco Mingozzi. 
È stato presentato alla 3ª edizione della Festa del Cinema di Roma e alla 24ª edizione del Torino GLBT Film Festival - Da Sodoma a Hollywood, dove ha ricevuto una menzione speciale.

## Trama
Nata Giorgio Montana, dagli anni '50 in poi Giorgia O'Brien si afferma come soubrette di varietà e poi, contemporaneamente, come soprano e baritono, senza mai nascondere la sua identità di genere. Viene ricordata attraverso filmati di repertorio e numerose testimonianze, fra cui quelle di Lucia Poli, Carlo Croccolo, Ugo Gregoretti e Giuseppe Bertolucci.

## Produzione
Il progetto doveva far parte del film collettivo I misteri di Roma (1963), ma venne escluso dalla produzione e realizzato solo nel 2008.